# Église Saint-André de Chavin
Pour les articles homonymes, voir Église Saint-André et Saint André.
L'église Saint-André de Chavin est une église catholique française. Elle est située sur le territoire de la commune de Chavin, dans le département de l'Indre, en région Centre-Val de Loire.

## Situation
L'église se trouve dans la commune de Chavin, au sud du département de l'Indre, en région Centre-Val de Loire. Elle est située dans la région naturelle du Boischaut Sud. L'église dépend de l'archidiocèse de Bourges, du doyenné du Val de Creuse et de la paroisse d'Argenton-sur-Creuse.

## Histoire
L'église fut construite entre le XIIe siècle et le XIVe siècle.
L'édifice est inscrit au titre des monuments historiques, le 2 juin 1956.
Des restes de peintures murales se voient sur le mur au nord de la nef, encadré par un filet ocre rouge pour certaines scènes. Pour d'autres, le cadre s'agrémente d'ornements en feuilles de fougères stylisées. Les peintures murales décelées en 2009 sont maintenant complètement dégagées. Ce sont des scènes religieuses, situées au-dessus du porche d'entrée et dans une chapelle, et qui représentent Adam et Ève, saint Michel, saint Pierre, le Jugement dernier, Le Christ en juge, etc. Ces peintures ne sont pas des fresques, mais des peintures sur l'enduit déjà sec ; elles sont bien plus fragiles que les fresques.

## Description
Le chœur à chevet plat est séparé en deux travées par un doubleau porté sur deux colonnes à chapiteaux sculptés. Le transept nord a conservé son absidiole orientée voûtée en quart de sphère. Le transept sud a été remplacé, sans doute au XIIIe siècle, par un élément voûté d'ogives et comportant deux travées, l'une plus large correspondant à l'ancien transept, l'autre plus étroite et remplaçant l'absidiole.
Le portail présente une arcade en tiers point constituée de plusieurs éléments moulurés qui paraissent du XIVe siècle. au-dessus de cette baie ogivale est incrusté un panneau sculpté du XIIe siècle représentant un Christ en gloire accompagné des quatre symboles des Évangélistes.